# Objawy otrzewnowe
Objawy otrzewnowe – grupa objawów, których wystąpienie wskazuje na zapalenie otrzewnej.
Do miejscowych objawów zapalenia otrzewnej należą:
- ból silny, ciągły, samoistny, niekiedy  promieniujący do barków, wzmagany przez każdy ruch – charakterystyczna jest pozycja z podkurczonymi nogami, bowiem podkurczenie nóg zmniejsza napięcie mięśni brzucha a zatem i łagodzi ból,
- bolesność uciskowa brzucha, miejscowa lub rozlana,
- obrona mięśniowa – mięśnie brzucha odruchowo napinają się, niekiedy stając się deskowate (perforacja żołądka i dwunastnicy),
- zatrzymanie oddawania gazów i stolca – wskutek porażennej niedrożności jelit,
- brak szmerów perystaltycznych, niekiedy "objaw dzwonu śmierci" – przyczyna taka, jak zatrzymania gazów i stolca,
- objaw Blumberga,
- objaw Rovsinga,
- objaw kaszlowy,
- objaw Jaworskiego.